# ホンダ・CD
CD(シーディー)は、本田技研工業がかつて製造販売したオートバイのシリーズ商標である。

## 概要
1950年代後半から1960年代半ばにかけて製造販売されていた実用車のベンリイC90・C92・ドリームC70・C71・C72の後継発展的位置付ビジネスモデルで1966年から製造販売されたのが本シリーズである。Cシリーズ時代には排気量125cc（小型自動二輪車）・250cc（普通自動二輪車）の空冷4ストロークSOHC2気筒エンジンのみとされたが、本シリーズでは新たに90cc以下の単気筒エンジン搭載モデルや海外向け輸出専用モデルもラインナップされた。
日本国内向け仕様は125cc以下ではベンリイ、250ccモデルではCD250Uを除きドリームのペットネームを持ち、各モデルの共通事項としてアップハンドル・シングルシート・大型リヤキャリア・フルカバードタイプドライブチェーンケース・テレスコピック式前輪サスペンションを装備するほか、タイヤ・ホイールサイズはドリームCD250が前後18インチ、他のモデルが前後17インチとし、ブレーキはCD250Uのみ前輪を油圧式シングルディスクブレーキとした以外は前後ドラムブレーキである。またカラーリングは日本国内向け仕様では一貫して黒系もしくは茶系の設定とされたが、交番配備のパトロールバイクとして警察仕様も各都道府県警察に納入されており、これらの多くは白色塗装とされた。
日本国内向け仕様は、1990年代後半に50cc（原動機付自転車）・90ccの単気筒モデルと125ccの2気筒エンジンモデルに集約。自動車排出ガス規制の強化により最後まで製造販売されていた50ccモデルも2007年に生産終了となり、これ以降2017年現在でも本商標を使用するモデルの製造販売は行われていない。

## モデル一覧
※各モデルの詳細はリンク先を参照のこと

### 90cc以下単気筒エンジン搭載モデル
いずれのモデルもスーパーカブシリーズと共用の前傾80°空冷4ストロークSOHC単気筒エンジンを搭載。動力伝達系は手動式湿式多板クラッチによるロータリー式4段マニュアルトランスミッションとするほか、車体も初期型から最終型までプレスバックボーンフレームを採用。さらに多くのコンポーネンツ共通化などを実施した姉妹車である。
詳細はホンダ・ベンリィ#CDを参照のこと。
| 車名         | 製造開始 | 製造終了 | エンジン形態  | 型式名 | 備考       |
| ------------ | -------- | -------- | ------------- | ------ | ---------- |
| ベンリイCD50 | 1968年   | 2007年   | 前傾80°単気筒 | CD50   |            |
| ベンリイCD65 | 1968年   | 1969年   | 前傾80°単気筒 | CD65   |            |
| ベンリイCD70 | 1970年   | 1980年   | 前傾80°単気筒 | CD70   |            |
| ベンリイCD90 | 1968年   | 1980年   | 前傾80°単気筒 | CD90   | 排気量89㏄ |
| ベンリイCD90 | 1980年   | 2001年   | 前傾80°単気筒 | HA03   | 排気量85㏄ |

### 125ccクラスモデル
詳細はホンダ・ベンリィ#CDを参照のこと。
| 車名           | 製造開始 | 製造終了 | エンジン形態  | 型式名  | 備考     |
| -------------- | -------- | -------- | ------------- | ------- | -------- |
| ベンリイCD125S | 1970年   | 1974年   | 前傾15°単気筒 | CD125S  |          |
| ベンリイCD125  | 1966年   | 1977年   | 並列2気筒     | CD125   |          |
| ベンリイCD125T | 1977年   | 2001年   | 並列2気筒     | CD125T  | [ 注 4 ] |
| ベンリィCD125T | 2001年   | 2003年   | 並列2気筒     | BC-JA03 | [ 注 5 ] |

### 126cc以上モデル
このうち175・185・200は上述したベンリイCD125（T）をベースに排気量を拡大した海外向け輸出専用仕様である。搭載エンジンは日本国内で販売された250㏄クラスモデルも含め空冷4ストロークSOHC2気筒である。
| 車名          | 製造開始 | 製造終了 | 内径x行程 （mm） | 排気量 （㏄） | 型式名 | 備考              |
| ------------- | -------- | -------- | ---------------- | ------------- | ------ | ----------------- |
| CD175         | 1967年   | 1979年   | 52.0x41.0        | 174           | CD175  | 海外向け 輸出専用 |
| CD185T        | 1979年   | 1982年   | 53.0x41.0        | 180           | CD185T | 海外向け 輸出専用 |
| CD200         | 1980年   | 2004年   | 53.0x44.0        | 194           | MA01   | 海外向け 輸出専用 |
| ドリームCD250 | 1968年   | 1970年   | 56.0x50.6        | 249           | CD250  |                   |
| CD250U        | 1988年   | 1992年   | 53.0x53.0        | 233           | MA02   |                   |

## 画像ギャラリー

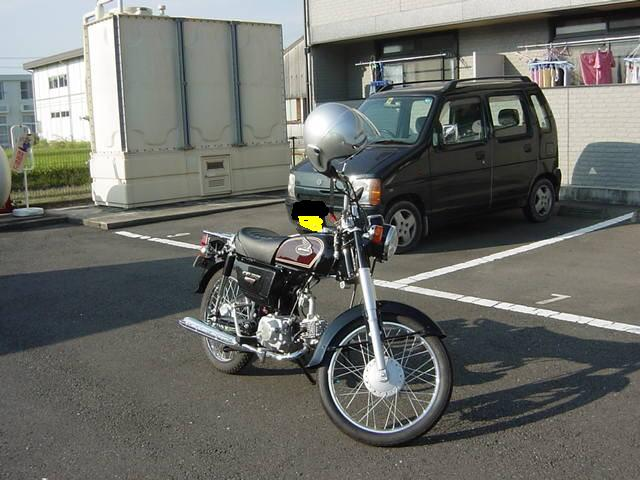
ベンリイCD50
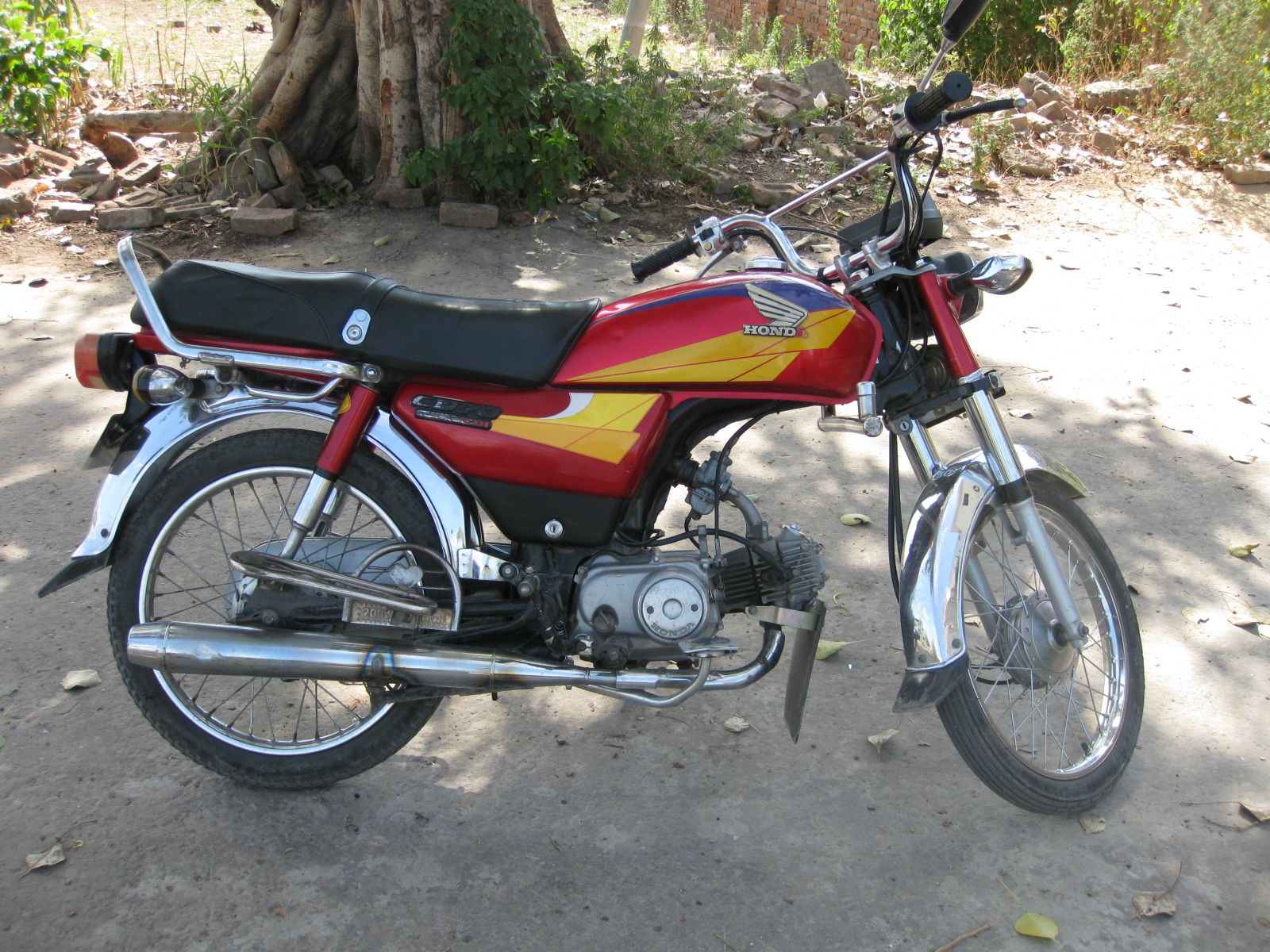
ベンリイCD70 海外向け輸出仕様
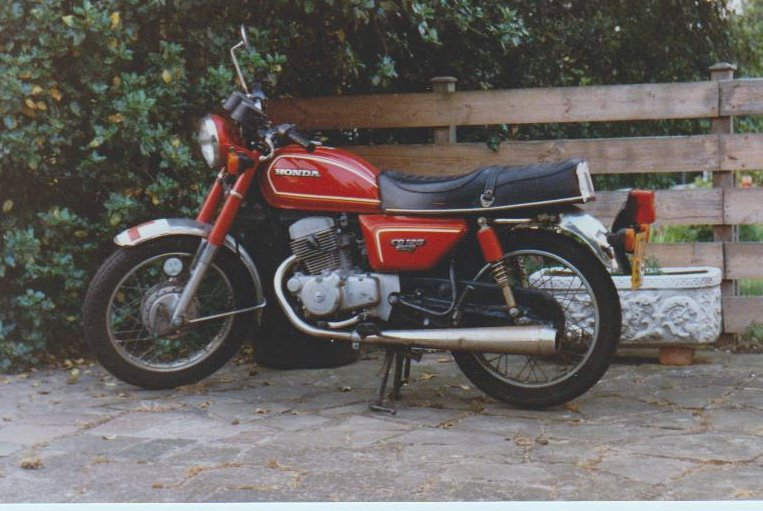
ベンリイCD125T 海外向け輸出仕様
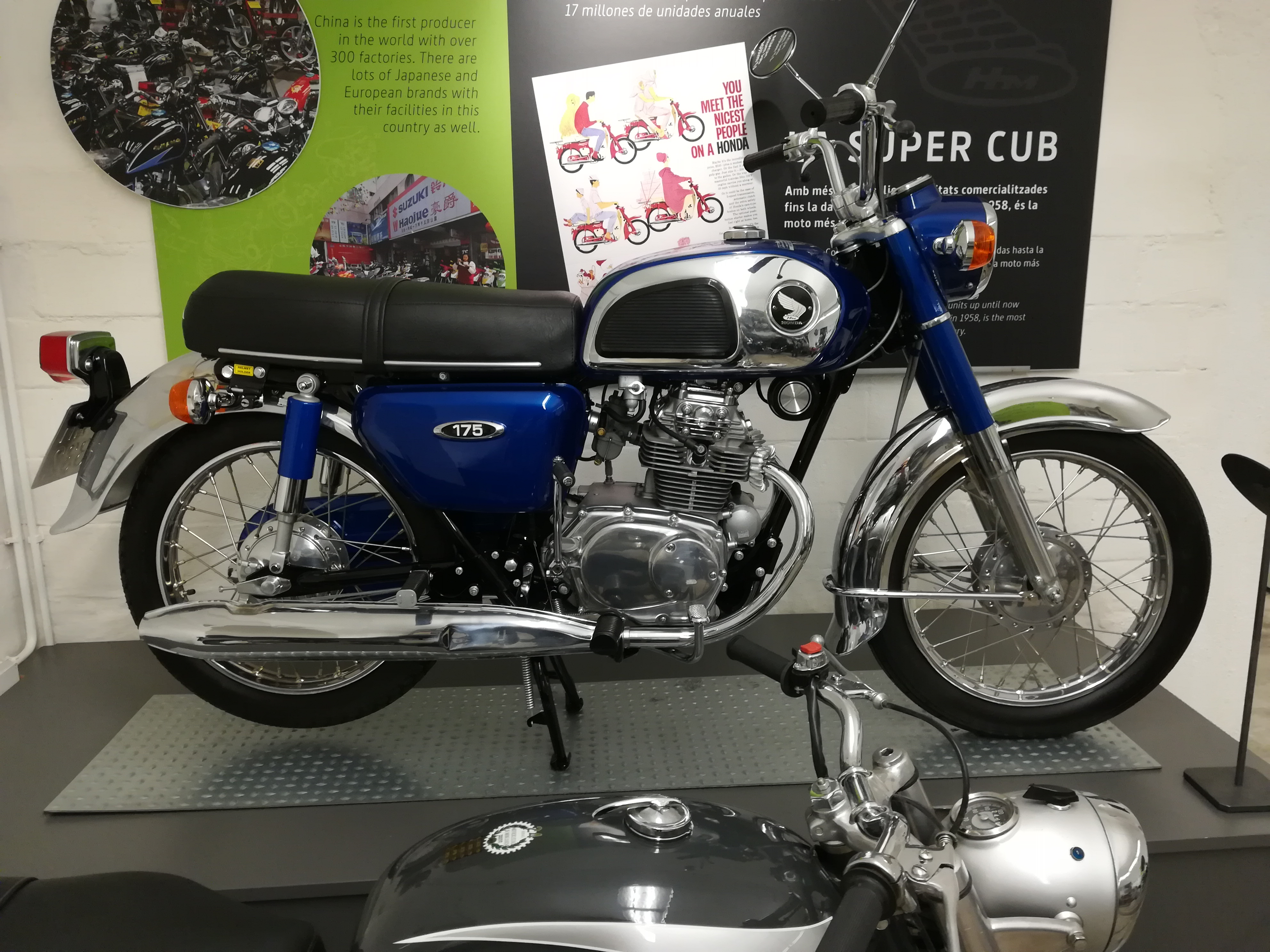
CD175 海外向け輸出仕様
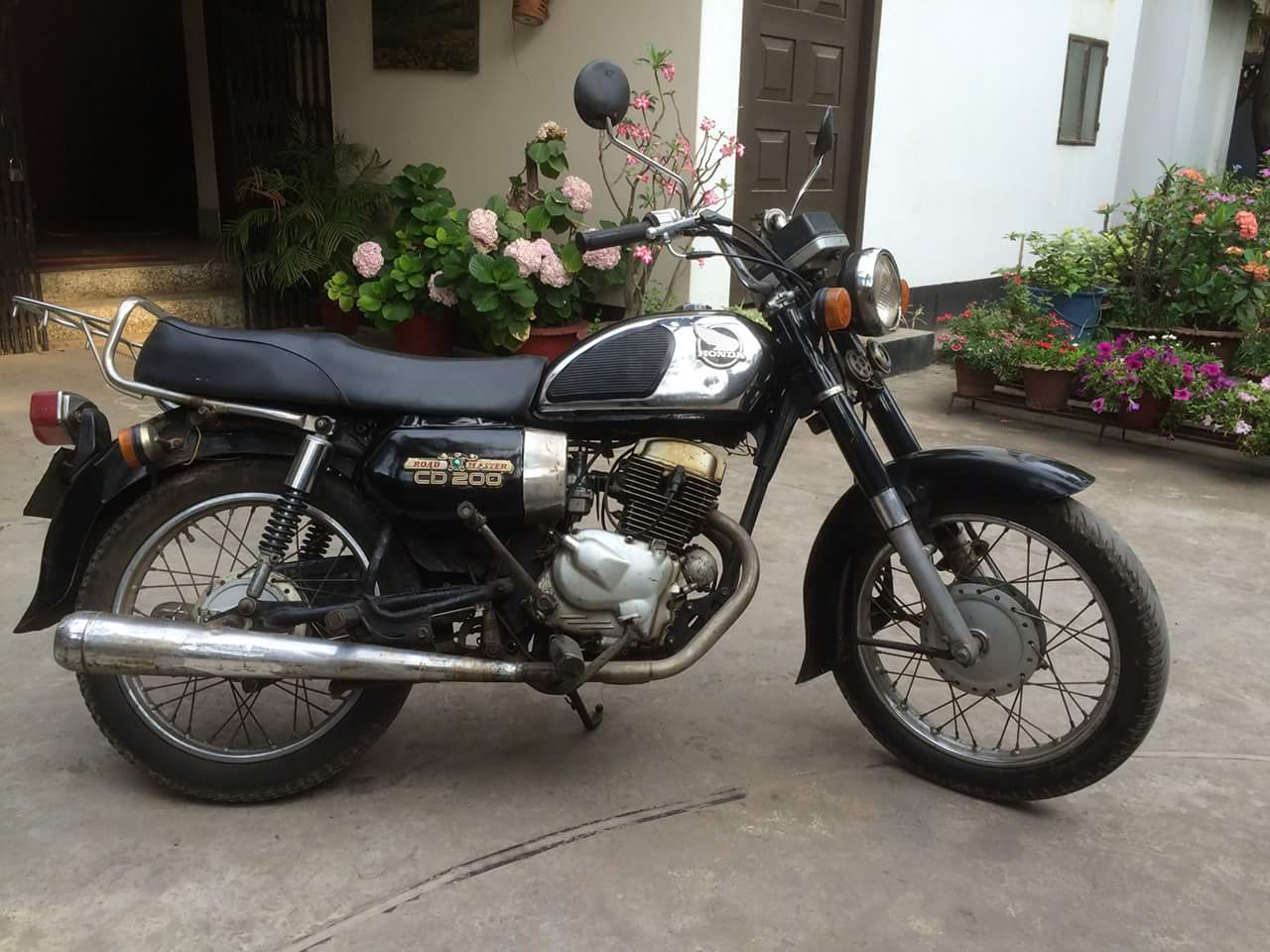
CD200 RoadMaster 海外向け輸出仕様
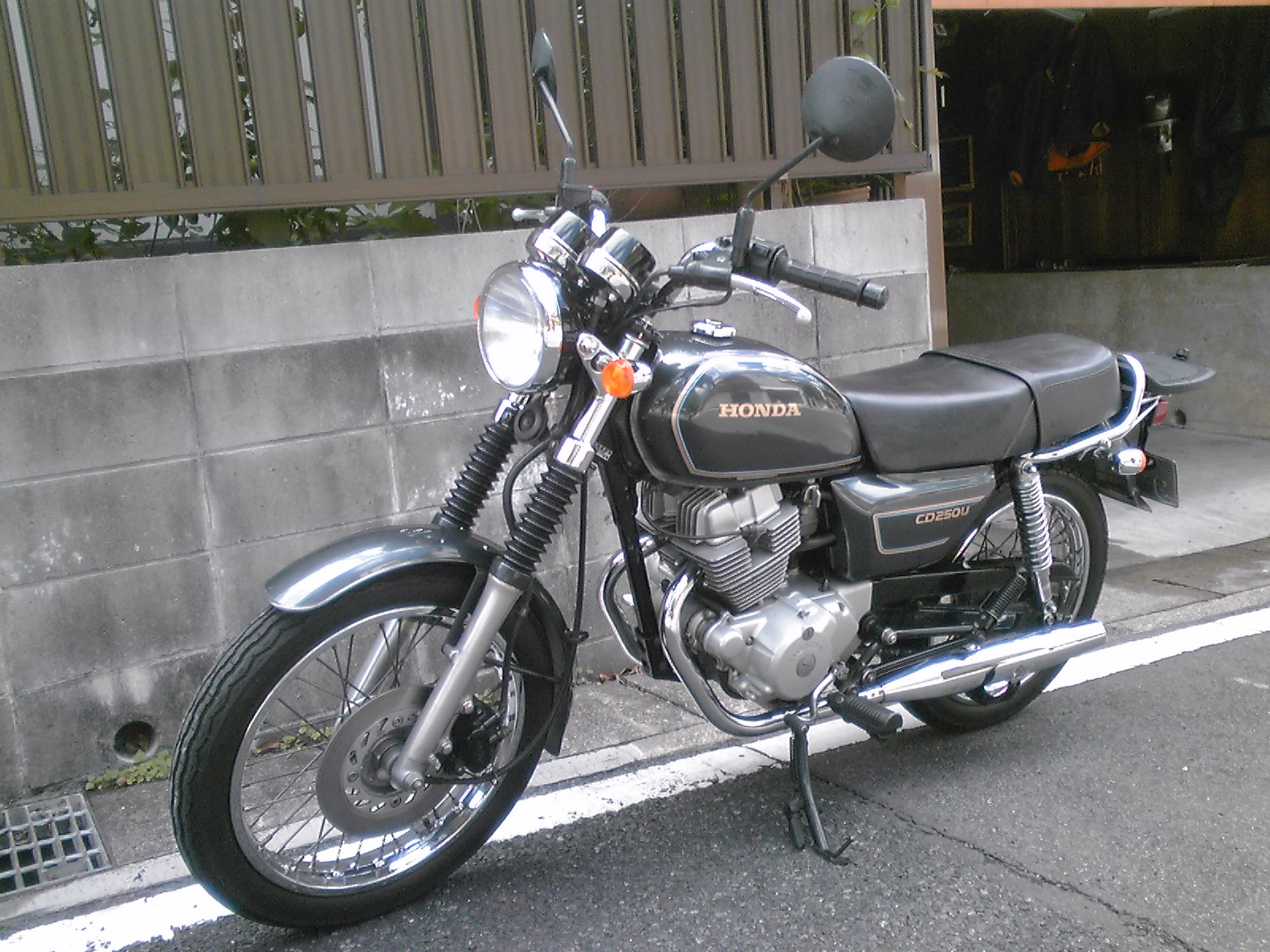
CD250U